# Маяк Блафф-Пойнт
Маяк Блафф-Пойнт (англ. Bluff Point Light), также известный как маяк острова Валькур (англ. Valcour Island Light) — маяк, расположенный на острове Валькур на озере Шамплейн, округ Клинтон, штат Нью-Йорк, США. Построен в 1874 году. Деактивирован в 1930 году. Автоматизирован и возвращён в эксплуатацию в 2004 году.

## История
Озеро Шамплейн расположено на границе США и Канады. Конгресс США выделил 15 000$ на строительство маяка на острове Валькур в 1870 году. Строительство началось в 1873 году, и в 1874 году маяк был построен на фундаменте из голубого известняка. Он был построен по тому же проекту, что и маяк Пенфилд-Риф, и представлял собой двухэтажный дом смотрителя из гранитных блоков высотой 8,5 метров (без учёта башни), на крыше которого располагалась восьмиугольная башня маяка, высотой 11 метров. Комплекс зданий также включал в себя деревянную хозяйственную постройку, которая вскоре разрушилась. На маяке была установлена линза Френеля. В 1930 году неподалёку был построен автоматический маяк, и маяк Блафф-Пойнт был выведен из эксплуатации. В 2002 году Береговая охрана США автоматизировала маяк, однако официальный возврат в эксплуатацию состоялся только в 2004 году.
В 1993 году маяк был включен в Национальный реестр исторических мест.
В настоящее время остров Валькур, на котором расположен маяк, входит в состав парка Адирондак